# Jerzy Dołgoruki
Jerzy I Dołgoruki, (ros. Юрий Долгорукий, Jurij Dołgorukij; ur. w latach 90. XI wieku, zm. 15 maja 1157) – kniaź rostowsko-suzdalski (od 1117) oraz wielki książę kijowski (1155–1157), szósty syn Włodzimierza II Monomacha. Uznawany za założyciela Moskwy.